# Aktienindex des Statistischen Reichsamtes
Der Aktienindex des Statistischen Reichsamtes war der erste amtliche Aktienindex in Deutschland. Er wurde erstmals am 17. März 1922 vom Statistischen Reichsamt veröffentlicht. Die Berechnung beruhte auf dem durchschnittlichen Kursniveau von rund 300 repräsentativen Aktien der Börse Berlin. Der Index war so definiert, dass er am 31. Dezember 1913 den Wert 100 angenommen hätte. Im Zweiten Weltkrieg wurden die Kursermittlungen am 30. Juni 1943 eingestellt.

## Berechnung

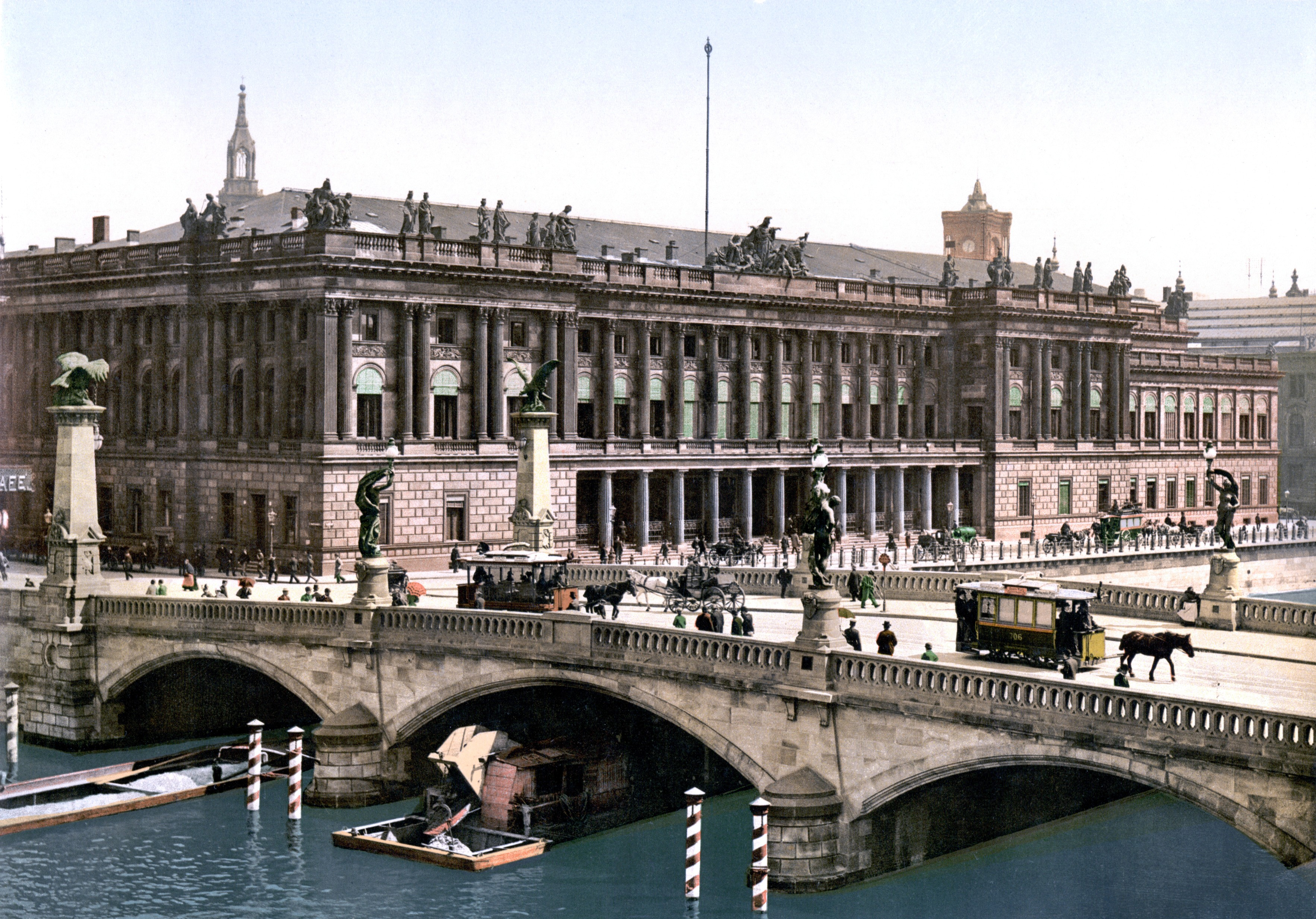
Börse Berlin mit Friedrichsbrücke um 1900

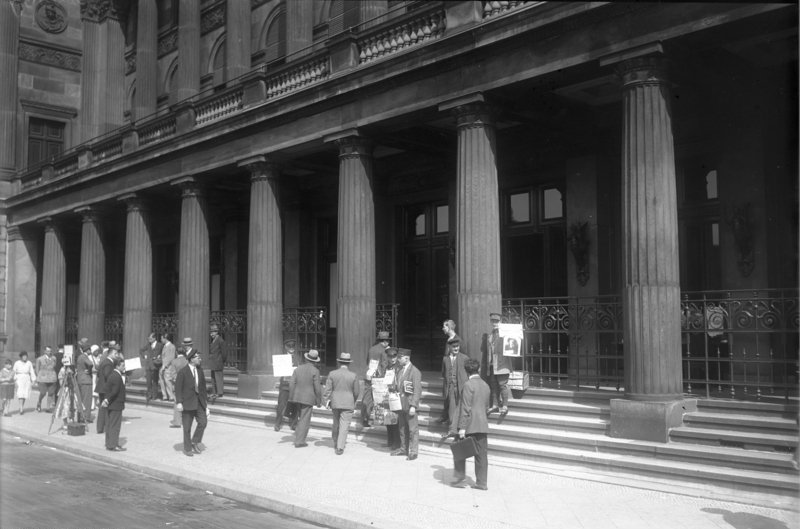
Eingang zur Berliner Börse im September 1932

Das Statistische Reichsamt veröffentlichte den Aktienindex erstmals am 17. März 1922 in der Zeitschrift Wirtschaft und Statistik. Die Rückrechnung erfolgte bis zum 31. Dezember 1913 auf einen Wert von 100 Punkten. Die Indexziffer war der erste amtliche Aktienindex in Deutschland. Der erste deutsche Aktienindex überhaupt war die Börsenkennziffer der Frankfurter Zeitung, die erstmals am 1. September 1919 ermittelt wurde. Sie setzte sich aus 25 Aktien und 10 Anleihen zusammen, wodurch nur der die 25 Aktien umfassende Teilindex als Aktienindex bezeichnet werden kann.
Der Aktienindex des Statistischen Reichsamtes beruhte auf den Kursen von 300 an der Börse Berlin notierten Aktiengesellschaften, die in 33 Einzelgruppen gegliedert waren. Bei der Gruppenbildung wurde insofern die gewogene (gewichtete) Methode angewandt, als die Anzahl der in den einzelnen Gruppen aufgenommenen Papiere dem Umfang des Nominalkapitals angepasst war, das nach dem Stand vom 31. Dezember 1920 in der entsprechenden Gewerbegruppe investiert war. Die 33 Gruppen waren in 3 Sammelgruppen zusammengefasst:
- I. Bergbau und Schwerindustrie,
- II. Verarbeitende Industrie und
- III. Handel und Verkehr.

Die Ermittlung der Indexzahlen erfolgte nach den Wochen- und Monatsdurchschnitten der börsentäglichen Notierungen. Zur Berechnung der gewogenen Durchschnitte wurden die Kurse der einzelnen Gesellschaften mit dem Aktienkapital multipliziert. Durch Addition der so erhaltenen Produkte (= Kurswerte des Aktienkapitals) und Division ihrer Summe durch die Summe des Nominalkapitals ergab sich das gewogene durchschnittliche Kursniveau.
Die seit dem 31. Dezember 1913 abgegangenen Bezugsrechte wurden den in der Berechnung zugrundeliegenden Kursen zugeschlagen. Dividendenabschläge waren nicht ausgeschaltet. Wegen der geringen Aussagekraft der Kurse in Papiermark während der Hyperinflation 1919 bis 1923 gab es auch Notierungen in Goldmark. 1924 stellte das Statistische Reichsamt die Kursermittlung auf Reichsmark um.
Ab Mitte der 1920er Jahre wurde die Basis 1913 abgelöst durch das durchschnittliche Kursniveau der Jahre 1924 bis 1926. Das Statistische Reichsamt berechnete auf der Basis 1924/1926 von diesem Zeitpunkt an den Index für 329 Gesellschaften, bis 1943 der Zweite Weltkrieg die Kursnotierungen zum Erliegen brachte. Zusätzlich zum Gesamtindex wurden auf der Basis 1924/1926 auch Indizes für einige Wirtschaftszweige berechnet.
Im Jahr 1934 hat das Institut für Konjunkturforschung, das 1925 vom damaligen Präsidenten des Statistischen Reichsamtes, Professor Ernst Wagemann, gegründet worden war, das vorhandene Material über Aktiengesellschaften zusammenfassend geordnet und lange Zeitreihen gebildet. Als erstes wurden jährliche Kursdurchschnitte für die Berichtsjahre 1856 bis 1870 berechnet. Sie bezogen 25 Aktiengesellschaften ein. Für den Zeitraum ab 1870 nahm das Institut diese Berechnung monatlich vor und dehnte sie auf rund 80 Unternehmen aus. Ab Berichtsjahr 1890 wurden die Aktienkurse bereits mit dem Kapital der Gesellschaften gewichtet und von marktfremden Einflüssen bereinigt. Hierzu gehörte die Berücksichtigung von Bezugsrechtsabschlägen ebenso wie die Aufnahme neuer Gesellschaften und die Aussortierung erloschener Unternehmen. Die gewonnenen Messziffern bezogen sich auf den Aktienindex des Statistischen Reichsamtes mit der Basis 1913 = 100 Punkte.

## Geschichte

### Historischer Überblick

#### Geringe Markttransparenz im Ersten Weltkrieg 1914 bis 1918

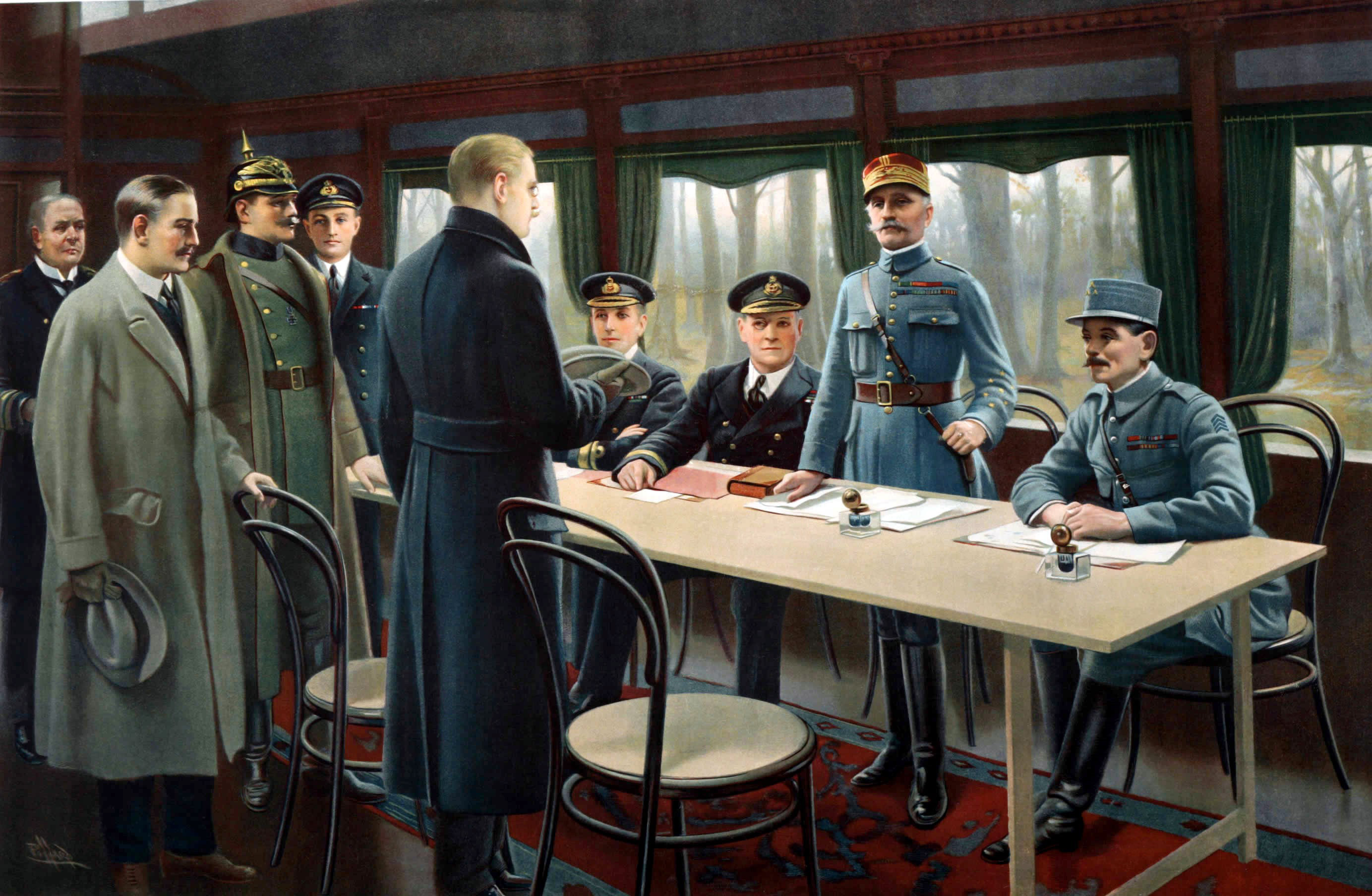
Der Waffenstillstand vom 11. November 1918 beendete die Börsenbaisse

Für private Investoren blieb der Aktienhandel im Ersten Weltkrieg erschwert und von geringer Markttransparenz. Um Panikverkäufe zu verhindern, mussten die Börsen am 30. Juli 1914 schließen. Der Aktienhandel stand in Konkurrenz zum Anleihenhandel. Deshalb versuchte die Reichsregierung den Handel mit Aktien zu verhindern oder so stark zu erschweren, dass es die Anleger vorzogen, Geld in Kriegsanleihen statt in Aktien zu investieren.
Ende 1914 kam schrittweise ein Freiverkehr zustande, der den Bundesrat dazu veranlasste, in einer Verordnung vom 25. Februar 1915 Mitteilungen über Preise von Wertpapieren zu verbieten. Zahlreiche gesetzliche Bestimmungen und die Schließung der Börse verhinderten die Ausbreitung des inoffiziellen Börsenverkehrs nicht. Am 31. Dezember 1916 gab es erstmals wieder amtliche Kursfeststellungen im außerbörslichen Handel unter den Großbanken.
Mit der Verordnung über ausländische Wertpapiere vom 22. März 1917 erhielt Reichskanzler Theobald von Bethmann Hollweg die rechtliche Möglichkeit ausländische Wertpapiere in Privatbesitz zwangsweise einzuziehen und die Besitzer in Papiermark zu entschädigen. Diese Wertpapiere durften nur noch die Reichsbank oder einheimische Banken in das Ausland verkaufen. Von dieser Ermächtigung machte der Reichskanzler am 22. Mai 1917 für eine Gruppe von Wertpapieren neutraler Länder (schwedische, dänische und Schweizer Aktien) Gebrauch.
Am 7. Juli 1917 wurde das Kurslistenverbot für Bankiers allgemein aufgehoben. Am 2. Januar 1918 erfolgte an den Börsen die Wiederaufnahme des amtlichen Aktienhandels. Der vor dem Krieg so bedeutende Terminhandel wurde danach durch die sogenannte variable Notiz ersetzt. Im Mai 1918 ermittelte das Statistische Reichsamt für den Aktienindex einen Wert von 138 Punkten im Monatsdurchschnitt (Basiswert 1913 = 100 Punkte).
Der Waffenstillstand vom 11. November zwischen dem Deutschen Reich und den Westmächten beendete die Kampfhandlungen im Ersten Weltkrieg. Im November 1918 stand das Börsenbarometer bei 85 Punkten und damit um 38,4 % tiefer als ein halbes Jahr zuvor. Der verlorene Erste Weltkrieg und die damit verbundenen Reparationen, welche die Goldreserven des Staates verbrauchten, führten im Deutschen Reich zur zwangsweisen Umstellung auf nichtgoldgedecktes Geld (Vertrauenswährung oder Fiatgeld). Das krisen- und kriegsbedingte Staatsdefizit wurde über die Aufnahme von Staatsschulden bei der Reichsbank finanziert, was in der Weimarer Republik zu einer Hyperinflation führte.

#### Hyperinflation 1919 bis 1923

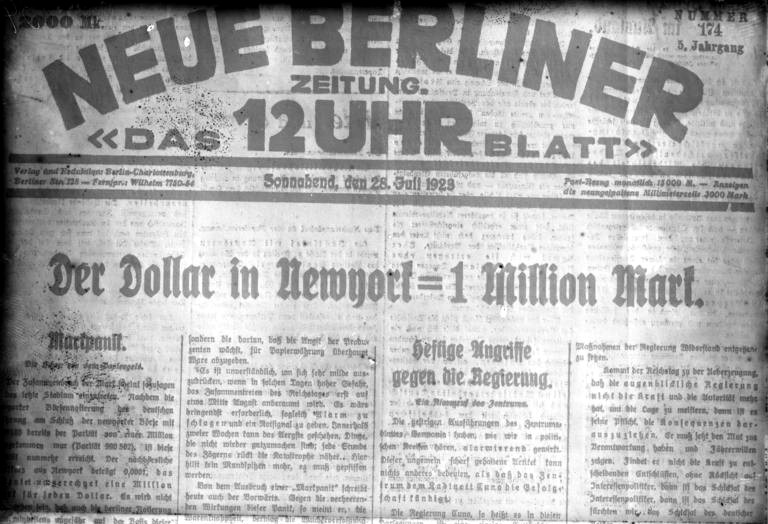
Eine Berliner Tageszeitung meldet, dass in New York ein Dollar eine Million Mark kostet, Juli 1923

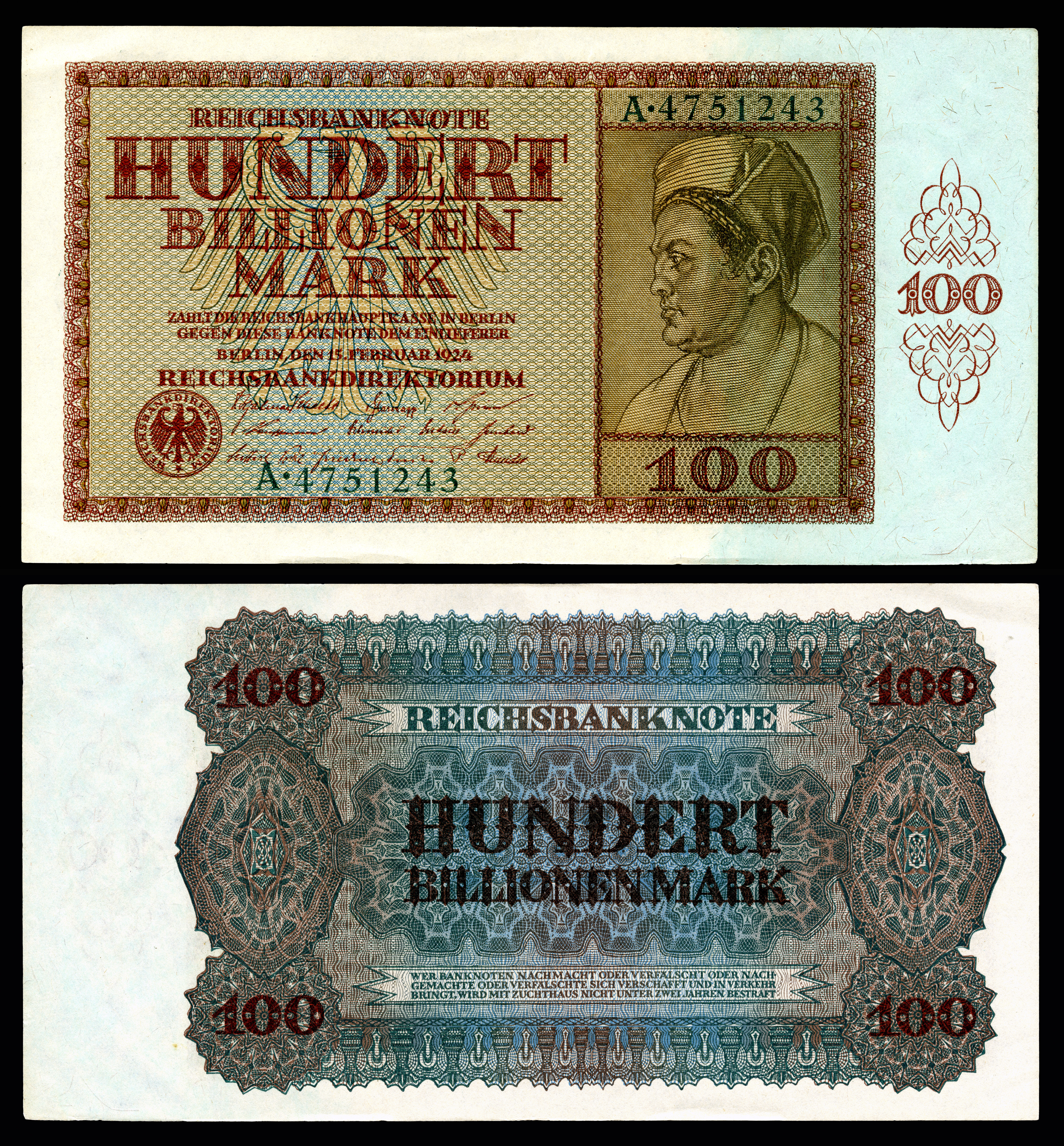
Höchste jemals gedruckte deutsche Banknote. 100 Billionen Papiermark haben als Ersatzgeld am 15. Februar 1924 einen offiziellen Wert von 100 Rentenmark.

Im Herbst 1919 begann die Aufwärtsbewegung der Aktienkurse, die mit den Schwankungen des Dollarkurses in Verbindung stand und im November 1921 einen ersten Höhepunkt erreichte, den das Kursbarometer mit 936 Punkten im Monatsdurchschnitt anzeigte. Die sogenannte Katastrophenhausse (englisch: Crack-up-Boom), die im Juli 1922 einsetzte, hatte den Aktienindex bis zum neunzigfachen des Vorkriegsstandes im Dezember 1922 hinaufgeführt. Immer schneller beschleunigte sich die Abwertung der Papiermark, bis schließlich die Indexziffer im Juli 1923 bei rund 1,4 Millionen Punkten und im Oktober 1923 bei etwa 171,3 Milliarden Punkten stand. Zum Höhepunkt der Inflation im Dezember 1923 lag der Gesamtindex bei 26,89 Billionen Punkten.
Der Teilindex „Bergbau und Schwerindustrie“ nahm im Dezember 1923 in Papiermark einen Wert von 39,54 Billionen Punkten an, gefolgt vom Index „Verarbeitende Industrie“ mit 31,73 Billionen Punkten. Hier wurde der durchschnittliche Wert des Gesamtindex erheblich überschritten. Weniger stark stieg der Teilindex „Handel und Verkehr“, für den im Dezember 1923 ein Stand von 10,07 Billionen Punkten ermittelt wurde.
In Goldmark erzielte der Aktienindex des Statistischen Reichsamtes im Mai 1918 mit 112,61 Punkten im Monatsdurchschnitt einen Höchststand. Bis Oktober 1922 fiel das Börsenbarometer auf einen Tiefststand von 2,72 Punkten. Der Kurseinbruch lag im gesamten Zeitabschnitt bei 97,6 %. In den Jahren 1918, 1919 und 1922 stiegen die Preise deutscher Aktien in Papiermark langsamer als die Lebenshaltungskosten, erst in der Hochphase der Inflation (1920, 1921 und 1923) konnten real, also inflationsbereinigt, Gewinne erzielt werden.
Höhere Verluste als Aktienbesitzer mussten Inhaber verzinslicher Wertpapiere hinnehmen. Die Wechsel für die Kriegsanleihen an den Staat wurden 1923 wertlos. Die Währungsreform in Deutschland bedeutete für die restlichen Zinspapiere nahezu einen Totalausfall. Guthaben verloren durch die Hyperinflation an Wert und wurden 1923 ausgelöscht. 1914 angelegte 100 Mark Spareinlagen besaßen nur noch die Kaufkraft von Pfennigen. Die Lebensversicherungen wurden vom Staat nur wenig gestützt und erlitten daher hohe Verluste. Der Preisverfall der Anleihen und die Hyperinflation löschte das angesparte Vermögen der Versicherten aus.
Immobilienbesitzer wurden ab 1924 mit einer Hauszinssteuer belegt, und die Rendite war gering. Edelmetalle waren durch Handelsrestriktionen und das Verbot des privaten Besitzes von 1923 bis 1931 vorübergehend eine Anlageklasse mit der geringsten Fungibilität (siehe Goldverbot). Zum Höhepunkt der Inflation ließen sich nur mit Aktien reale Gewinne in Papiermark erzielen, ihr Besitz war nicht strafbar. Sie eigneten sich allerdings auch nur zur kurz- und mittelfristigen Wertaufbewahrung. Wie ein Vergleich mit den Konsumgüterpreisen zeigt, waren Geldanlagen in Goldmark zwischen 1913 und 1923 ein besseres Wertaufbewahrungsmittel. Investoren, die Gold oder Goldmark hielten, konnten ihr Vermögen bewahren.
| Jahr      | Inflationsrate      | Aktienindex        | Goldmark            |
| --------- | ------------------- | ------------------ | ------------------- |
| 1918      | 30                  | −30                | 46                  |
| 1919      | 68                  | 44                 | 465                 |
| 1920      | 105                 | 116                | 56                  |
| 1921      | 66                  | 167                | 163                 |
| 1922      | 5.816               | 1.129              | 3.854               |
| 1923      | 182.027.851.475     | 299.409.865.171    | 55.342.314.775      |
| 1913–1923 | 124.699.999.999.900 | 26.889.999.999.900 | 100.049.497.099.900 |

#### Aktienboom und Börsenkrach 1924 bis 1928

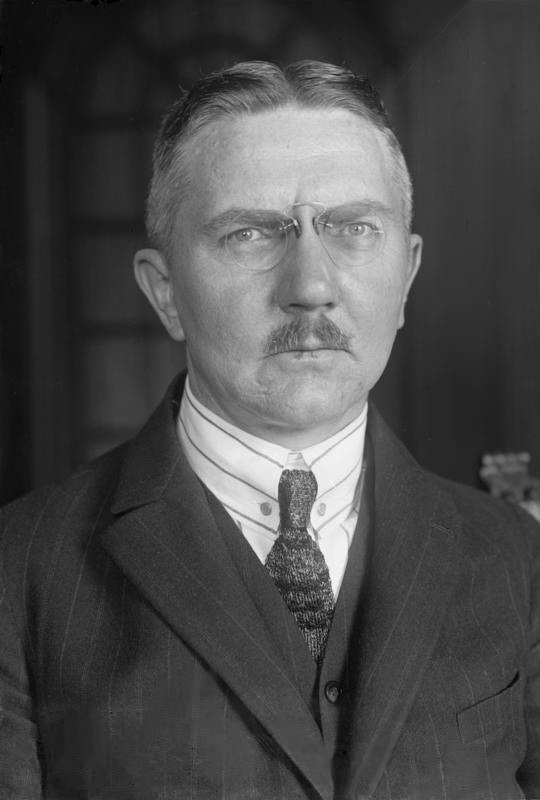
Hjalmar Schachts Forderung nach Begrenzung der Börsenkredite führte zum „Schwarzen Freitag“ am 13. Mai 1927

Nach Beendigung der Hyperinflation war der Aktienmarkt von hoher Volatilität gekennzeichnet. Der erste wöchentliche Durchschnittskurs lag am 5. Januar 1924 bei 154,60 Punkten (Basiswert 1924–1926 = 100 Punkte). Innerhalb von 6 Monaten brach der Aktienindex um 65,5 % ein. Am 14. Juni 1924 wurde vom Statistischen Reichsamt ein Wert von 53,30 Punkten ermittelt. Ein halbes Jahr später, am 31. Januar 1925, stand das Kursbarometer wieder bei 121,10 Punkten und damit um 127,2 % höher. Ein erneuter Einbruch am Aktienmarkt ließ das Börsenbarometer bis zum 26. Dezember 1925 um 45,7 % auf 65,70 Punkte fallen.
Mitte der 1920er Jahre gab es an der Berliner Börse zahlreiche spekulative Effektenkäufe mit Hilfe von Bankkrediten. Die Aufwärtsbewegung hob den Aktienindex bis zum 7. Mai 1927 auf einen wöchentlichen Durchschnittskurs von 185,80 Punkten und damit um 182,8 % höher als 16 Monate zuvor. Bereits zweieinhalb Jahre vor dem Börsenkrach an der New York Stock Exchange am 24. Oktober 1929 begann die Spekulationsblase in Deutschland zu platzen. Auslöser war die Forderung von Reichsbankpräsident Hjalmar Schacht an die Banken, die Börsenkredite zu vermindern. Um die Gewährung weiterer spekulativer Kredite zu verhindern, teilte Schacht den Banken mit, dass sich ihr Kredit bei der Reichsbank künftig nach ihrem Primärdeckungsverhältnis richten würde.
Am 12. Mai 1927 wurde folgendes Kommunique ausgegeben: „Die Mitglieder der Vereinigung von Berliner Banken und Bankiers (Stempelvereinigung) sind heute untereinander übereingekommen, die zu Report- und Lombardzwecken und zur sonstigen Beleihung von Effekten gewährten Gelder allmählich, aber erheblich herabzusetzen. Sie werden deshalb zunächst die börsenmäßige Report- und Termingelderhergabe bis zur Medio-Juni-Liquidation um 25 % vermindern und an den darauffolgenden Terminen weitere Einschränkungen vornehmen. Der Kundschaft gegenüber wird in gleichem Sinne verfahren werden. Der Anschluss außerhalb der Vereinigung stehender Geldgeber wird erwartet.“
Die bloße Ankündigung einer beträchtlichen Kürzung der Börsenkredite genügte, um einen starken Kurseinbruch hervorzurufen. Der Durchschnittskurs an der Berliner Börse stürzte daraufhin am 13. Mai 1927 – dem sogenannten Schwarzen Freitag – von 204 Punkte auf 139 Punkte. Das entsprach einem Rückgang um 31,9 %. Die Änderung der Devisenbewirtschaftung (Aufnahmeverbot neuer und Rückzahlverpflichtung bestehender Auslandskredite) leitete eine langandauernde Baisse ein.

#### Weltwirtschaftskrise 1929 bis 1932

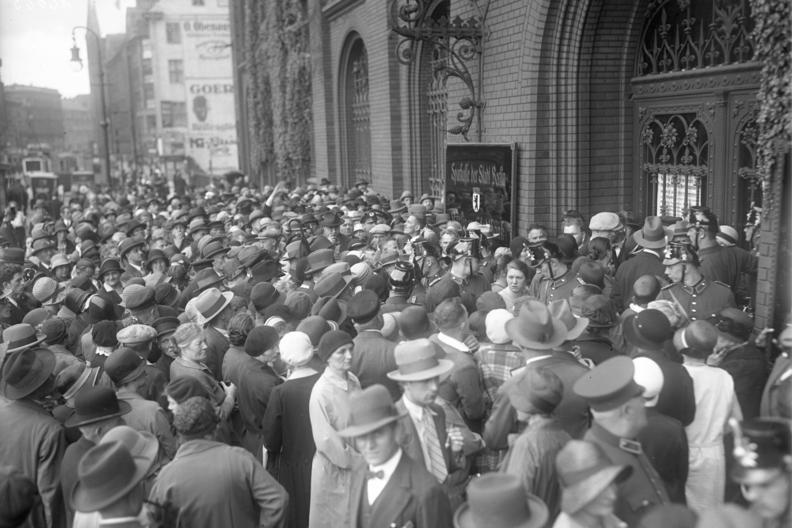
Ansturm auf die Sparkasse der Stadt Berlin am Mühlendamm nach dem Zusammenbruch der Darmstädter und Nationalbank (Danat-Bank) am 13. Juli 1931

Der Zusammenbruch der Darmstädter und Nationalbank (Danat-Bank) am 13. Juli 1931 während der Weltwirtschaftskrise erschütterte das Vertrauen in das gesamte deutsche Bankensystem und löste einen Bank Run auf Konten aller Kreditinstitute aus. Die einsetzende Deutsche Bankenkrise war zugleich eine weltweite Schuldenkrise, da Deutschland wegen der Reparationen und der erhaltenen Kredite damals das international größte Schuldnerland war. Als Reaktion wurden von der Regierung Bankfeiertage ausgerufen und die Schließung der Börse Berlin vom 13. Juli 1931 bis zum 2. September 1931 angeordnet. Nach Wiedereröffnung der Börse wurde für den Aktienindex im September ein durchschnittlicher Wert von 56,96 Punkten ermittelt.
Im September 1931 hob die Bank of England aufgrund beträchtlicher Goldabflüsse die Goldeinlösungspflicht für das Pfund Sterling auf. Auf diese Weise vollzog sich eine Abwertung der Währung gegenüber Gold. Dieses Ereignis beschleunigte die internationale Bankenkrise. Wegen der geschwächten Wirtschaftskraft Großbritanniens verlor das Pfund Sterling seine Funktion als Leitwährung in der Weltwirtschaft. Durch die Krise um das britische Pfund schloss die Börse vom 18. September 1931 bis zum 11. April 1932 erneut. Bei der Wiedereröffnung des amtlichen Handels am 12. April setzten sämtliche Wertpapiere mit Kursen ein, die erheblich unter dem Stand vor Ausbruch der Kreditkrise und sogar unter dem Stand im September 1931 lagen.
Der Aktienindex notierte im April 1932 mit 49,64 Punkten im Monatsdurchschnitt um nominal 72,1 % tiefer als im April 1927. Real, also deflationsbereinigt, fiel das Börsenbarometer im gleichen Zeitraum um rund 50 %. In den Gruppen „Verarbeitende Industrie“ sowie „Bergbau und Schwerindustrie“ lagen die Kursverluste mit nominal 75,6 % und 73,6 % über dem durchschnittlichen Rückgang des Gesamtindex. Weniger stark litt die Gruppe „Handel und Verkehr“ unter der Krise, wo von April 1927 bis April 1932 Kursverluste von 65,1 % zu verzeichnen waren. Der Einbruch des Aktienmarktes hatte 5 Jahre gedauert, im Sommer 1932 zogen die Kurse wieder an.

#### Rüstungskonjunktur in der Zeit des Nationalsozialismus 1933 bis 1941

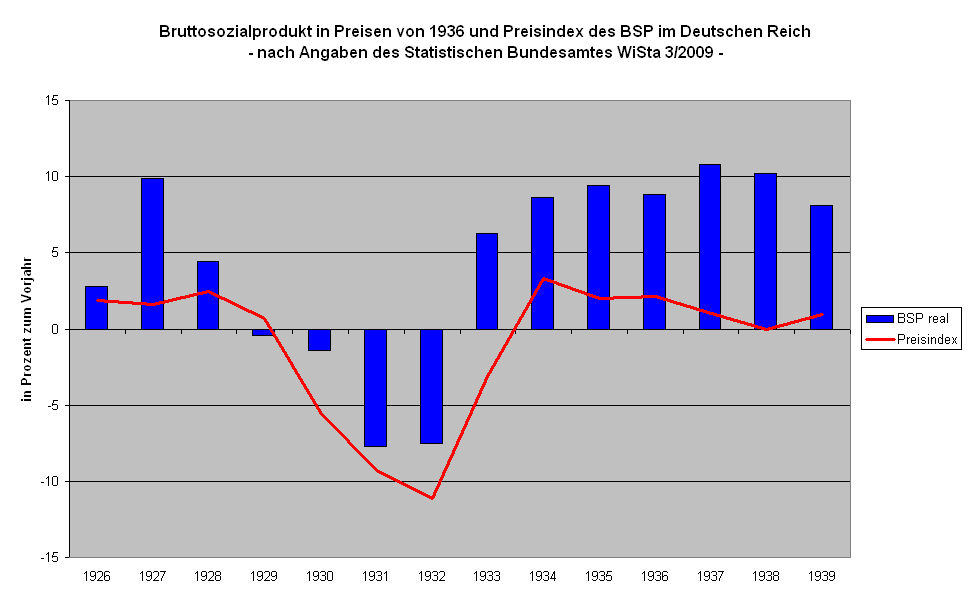
Preisbereinigtes Bruttosozialprodukt und Preisindex, 1926 bis 1939, Veränderungen zum Vorjahr

In der Zeit des Nationalsozialismus wuchs die kreditfinanzierte deutsche Wirtschaft und der Aktienindex des Statistischen Reichsamtes stark. Die Börsenhausse begann bereits im Juni 1932 unter Reichskanzler Franz von Papen, ein halbes Jahr vor der Machtergreifung der NSDAP, bei einem durchschnittlichen Wert des Aktienindex von 49,70 Punkten. Im Juni 1941 stand das Kursbarometer bei 150,58 Punkten und damit um nominal 203,0 % höher.
Am stärksten war die Kurserhöhung im Teilindex „Verarbeitende Industrie“. Hier wurde der Stand von 1932 um 245,7 % und damit auch die durchschnittliche Indexerhöhung erheblich überschritten. In den Teilindizes „Bergbau und Schwerindustrie“ sowie „Handel und Verkehr“ war die Zunahme geringer, hier ergaben sich bis 1941 Steigerungen von 201,6 % und 152,3 %. Die Gewinne lagen für Investoren real in ähnlicher Höhe, wie die Entwicklung der Reichsindexziffer für die Lebenshaltungskosten zeigt. Diese stieg von Juni 1932 bis Juni 1941 um 11,3 %.
Die Kreditausweitung, die unter den Nachfolgern von Reichskanzler Heinrich Brüning eingeleitet wurde und die Reichsbankpräsident Hjalmar Schacht massiv betrieb, war hauptsächlich durch die Verschleierungsmechanismen der Mefo-Wechsel möglich. Sie erschien in den ersten Jahren wirtschaftspolitisch erfolgreich, basierte aber im Wesentlichen auf der Rüstungskonjunktur der Vorbereitung eines großen, letztlich selbstzerstörerischen Eroberungskrieges.

#### Zwangsbewirtschaftung im Zweiten Weltkrieg 1941 bis 1943

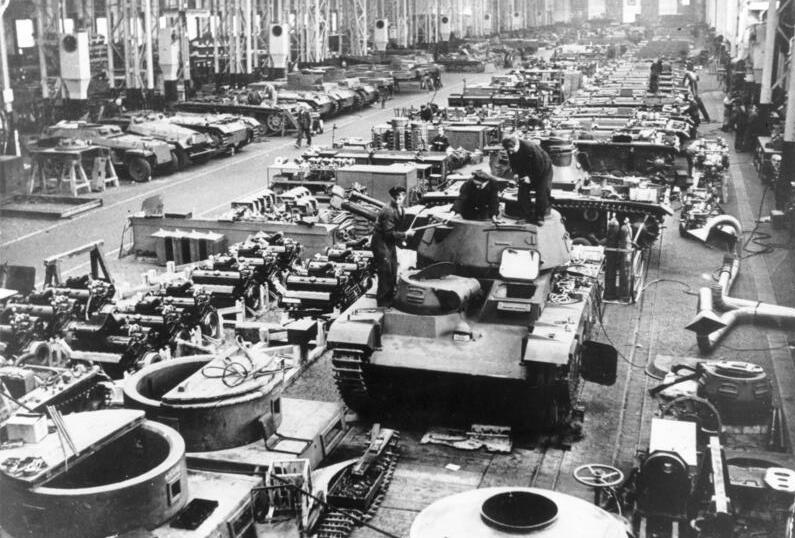
Die Rüstungskonjunktur im Dritten Reich ließ die Kurse an der Börse steigen

Die Bekanntgabe der Dividendenabgabeverordnung vom 12. Juni 1941, die im Besonderen bestimmte, dass Kapitalberichtigungen von börsengängigen Werten in der Regel durch die Ausgabe von Zusatzaktien erfolgen sollte, führte zu weiteren Kurssteigerungen. Der Aktienindex erhöhte sich bis zum 12. September 1941 auf 162,47 Punkte. Diesem Anstieg wurde schließlich durch einschneidende Maßnahmen der Reichsregierung Einhalt geboten, die eine Kursrückbildung zur Folge hatten. So ging der Aktienindex infolge dieses Eingriffs bis zum 21. Oktober 1941 wieder auf 148,09 Punkte zurück.
Mit der Kursstoppverordnung vom 25. Januar 1943 wurden die Aktienkurse vom gleichen Tag als Höchstkurse festgesetzt, zu denen lediglich monatliche Zuschläge für den jeweiligen Dividendenzuwachs kamen. Die Verordnungen vom 30. März und vom 29. September 1943 erlaubten dem Reichswirtschaftsminister Walther Funk die Börsenkurse durch Festsetzung von Börsenpreisen und auch von Preisen für nicht an der Börse gehandelte Wertpapiere festzustellen.
Durch verschiedene Verordnungen (1941 zur Begrenzung der Gewinnausschüttung, der Meldepflicht für die seit Kriegsausbruch gekauften Papiere, 1942 über die Kurskontrolle und 1943 über den Kursstopp) war der Aktienmarkt weitestgehend in das System der Zwangsbewirtschaftung eingegliedert worden. Als Konsequenz kam der Handel an den deutschen Börsen fast vollständig zum Erliegen.
Nach dem am 25. Januar 1943 erreichten Stand von 158,60 Punkten wies der vom Statistischen Reichsamt berechnete Aktienindex nur noch sehr geringe Schwankungen auf; sie lagen weit unter 1 %. Auch bei den einzelnen Gewerbegruppen hielten sich die Kursveränderungen seit dem Eingriff vom 25. Januar in engen Grenzen. Die größten Kursausschläge, die bis zur Einstellung der Berechnung am 30. Juni 1943 zu beobachten waren, gingen kaum über 3 % hinaus; sie waren überdies zum Teil nur technisch bedingt (durch Dividendenzuschläge oder -abschläge).
Die Kursstoppverordnung verlor erst mit der Währungsreform 1948 in Westdeutschland ihre handelshemmende Wirkung, da danach die Preise ohnehin deutlich unter den Stoppkursen von 1943 lagen. So eröffneten die 30 größten deutschen Aktiengesellschaften in D-Mark um mehr als 90 % unter ihren Notierungen in Reichsmark. Erst 1954 lagen die Kurse wieder auf dem Niveau von 1943.

### Monatliche Entwicklung

#### 1914 bis 1923 in Papiermark

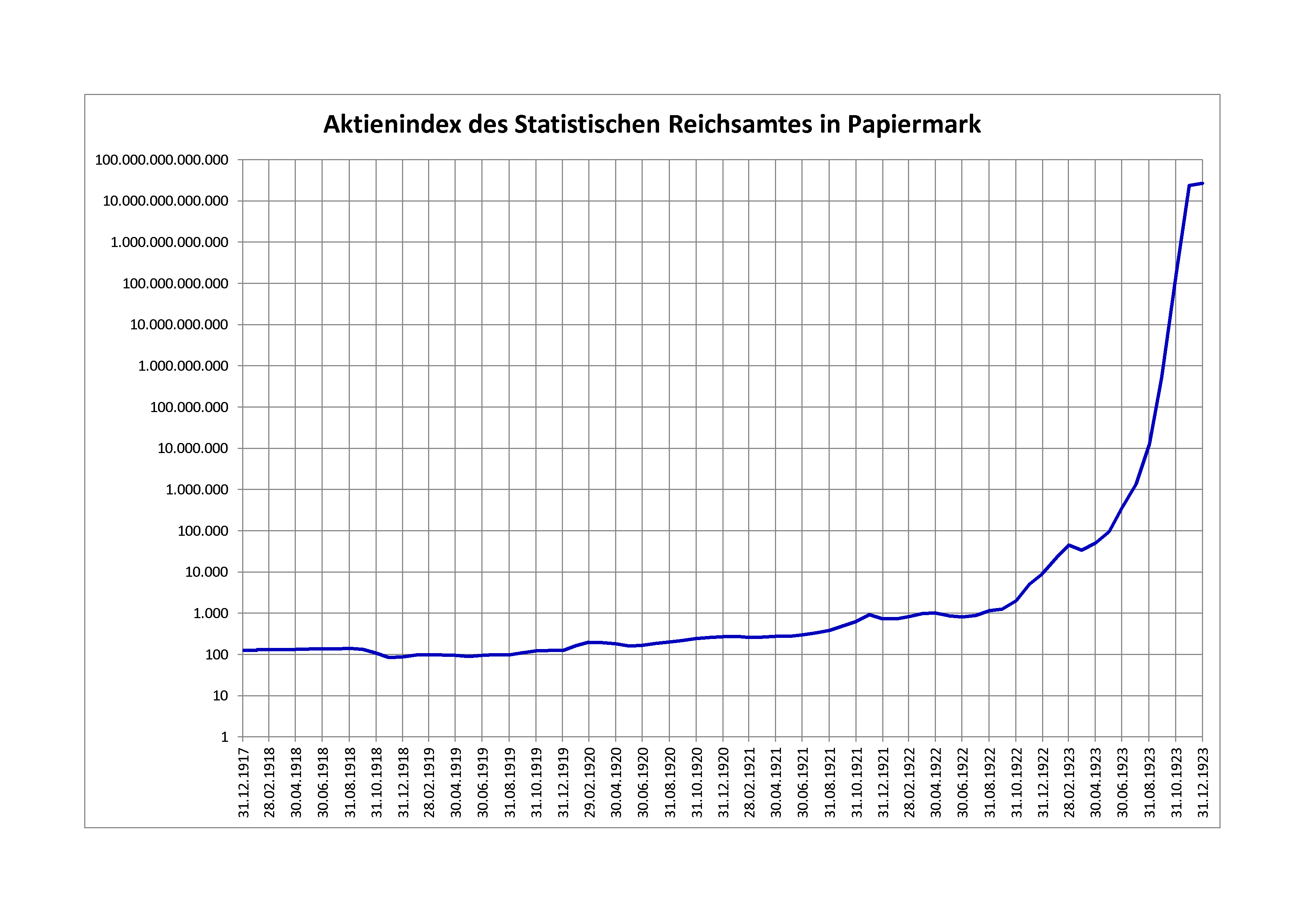
Aktienindex des Statistischen Reichsamtes in Papiermark 1918–1923

Der Aktienindex des Statistischen Reichsamtes in Papiermark zeigt den Wertverlust der deutschen Währung: Lag die Indexziffer im Dezember 1918 im Monatsdurchschnitt bei 88 Punkten, waren es im Dezember 1922 schon 8.981 Punkte und im September 1923 etwa 531,3 Millionen Punkte und zum Höhepunkt der Inflation im Dezember 1923 rund 26,89 Billionen Punkte. Die Tabelle zeigt die monatliche Entwicklung des Aktienindex in Papiermark von 1914 bis 1923. Vom 30. Juli 1914 bis zum 1. Januar 1918 fand kein amtlicher Börsenhandel statt.
| Monat     | 1914 | 1918 | 1919 | 1920 | 1921 | 1922  | 1923               |
| --------- | ---- | ---- | ---- | ---- | ---- | ----- | ------------------ |
| Januar    | 102  | 126  | 97   | 166  | 278  | 743   | 22.429             |
| Februar   | 104  | 131  | 98   | 200  | 260  | 841   | 45.170             |
| März      | 102  | 132  | 97   | 196  | 265  | 986   | 33.635             |
| April     | 99   | 133  | 96   | 184  | 275  | 1.018 | 50.183             |
| Mai       | 98   | 138  | 91   | 160  | 277  | 873   | 95.129             |
| Juni      | 97   | 137  | 96   | 167  | 299  | 823   | 352.044            |
| Juli      | 87   | 137  | 100  | 187  | 337  | 897   | 1.349.354          |
| August    | —    | 143  | 99   | 204  | 389  | 1.156 | 12.474.300         |
| September | —    | 135  | 112  | 220  | 492  | 1.262 | 531.300.000        |
| Oktober   | —    | 109  | 124  | 245  | 644  | 2.062 | 171.322.000.000    |
| November  | —    | 85   | 125  | 260  | 936  | 5.070 | 23.680.000.000.000 |
| Dezember  | —    | 88   | 127  | 274  | 731  | 8.981 | 26.890.000.000.000 |

#### 1914 bis 1928 in Goldmark

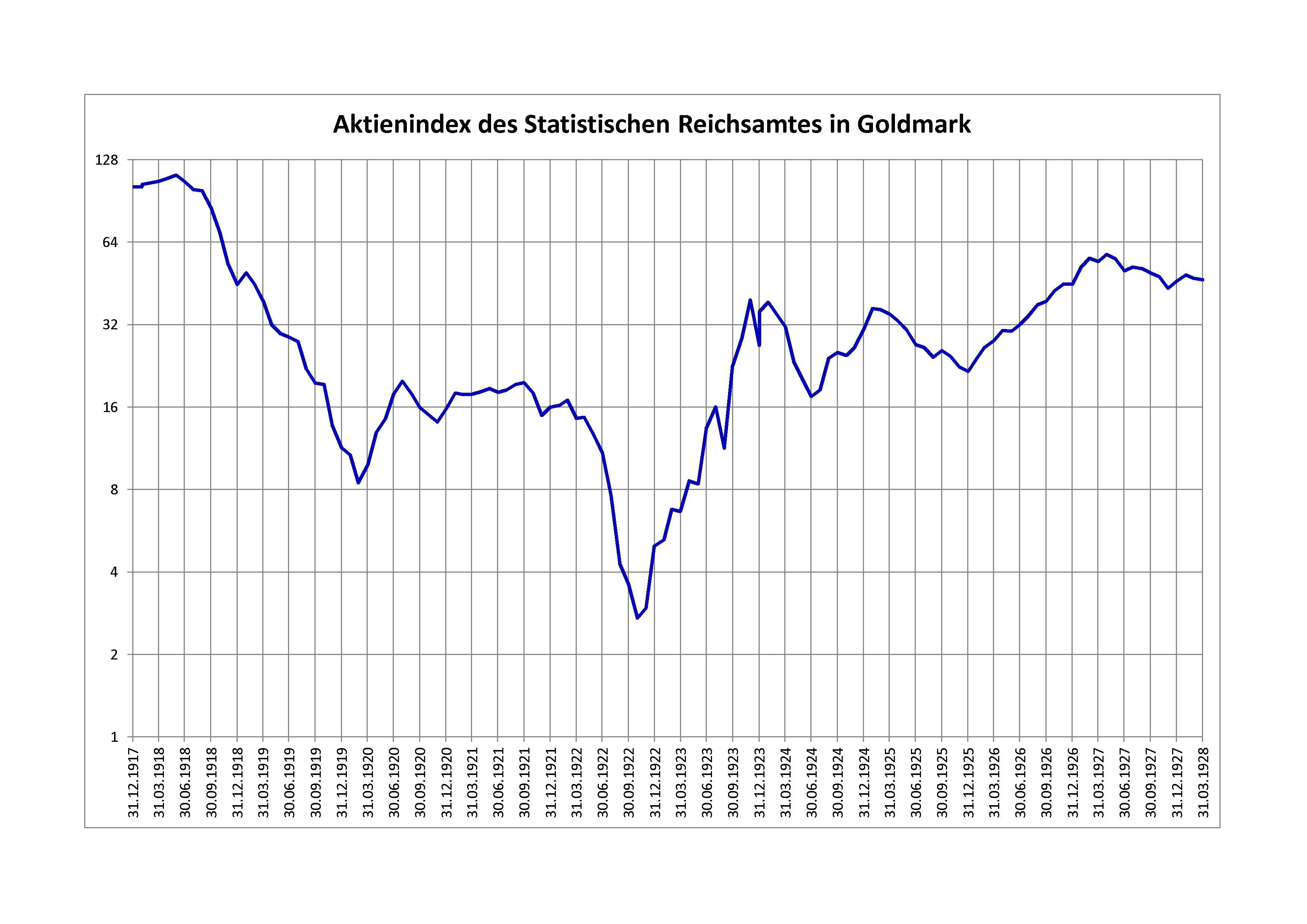
Aktienindex des Statistischen Reichsamtes in Goldmark 1918–1928

Von 1914 bis 1928 berechnete das Statistische Reichsamt den Aktienindex auch in Goldmark (= 0,35842 Gramm Feingold). Die Kurse wurden über die Dollarmessziffer an der Börse Berlin umgerechnet.
| Monat     | 1914   | 1918   | 1919  | 1920  | 1921  | 1922  | 1923  | 1924  | 1925  | 1926  | 1927  | 1928  |
| --------- | ------ | ------ | ----- | ----- | ----- | ----- | ----- | ----- | ----- | ----- | ----- | ----- |
| Januar    | 101,76 | 101,93 | 49,57 | 10,73 | 18,00 | 16,27 | 5,24  | 35,76 | 36,71 | 24,04 | 52,03 | 48,55 |
| Februar   | 103,83 | 104,12 | 45,18 | 8,47  | 17,82 | 16,98 | 6,79  | 38,64 | 36,33 | 26,44 | 55,99 | 47,33 |
| März      | 101,99 | 106,70 | 39,33 | 9,82  | 17,84 | 14,57 | 6,66  | 31,48 | 34,95 | 27,99 | 54,48 | 46,70 |
| April     | 99,01  | 109,35 | 32,06 | 12,93 | 18,17 | 14,69 | 8,61  | 23,33 | 32,96 | 30,53 | 57,73 |       |
| Mai       | 98,10  | 112,61 | 29,75 | 14,45 | 18,71 | 12,63 | 8,38  | 20,18 | 30,65 | 30,29 | 55,40 |       |
| Juni      | 97,17  | 107,00 | 28,79 | 17,93 | 18,12 | 10,89 | 13,44 | 17,50 | 27,09 | 32,09 | 50,38 |       |
| Juli      | 87,01  | 99,71  | 27,79 | 19,92 | 18,45 | 7,63  | 16,03 | 18,49 | 26,42 | 34,55 | 51,98 |       |
| August    | —      | 98,64  | 22,05 | 17,98 | 19,36 | 4,28  | 11,33 | 24,14 | 24,30 | 37,88 | 51,26 |       |
| September | —      | 85,92  | 19,59 | 15,94 | 19,69 | 3,61  | 22,56 | 25,31 | 25,73 | 38,97 | 49,44 |       |
| Oktober   | —      | 69,57  | 19,38 | 15,06 | 18,00 | 2,72  | 28,47 | 24,75 | 24,53 | 42,50 | 47,92 |       |
| November  | —      | 53,46  | 13,71 | 14,12 | 14,94 | 2,96  | 39,36 | 26,31 | 22,40 | 45,08 | 43,39 |       |
| Dezember  | —      | 44,82  | 11,36 | 15,79 | 15,99 | 4,97  | 26,89 | 30,79 | 21,61 | 44,92 | 46,15 |       |

#### 1924 bis 1932 in Reichsmark

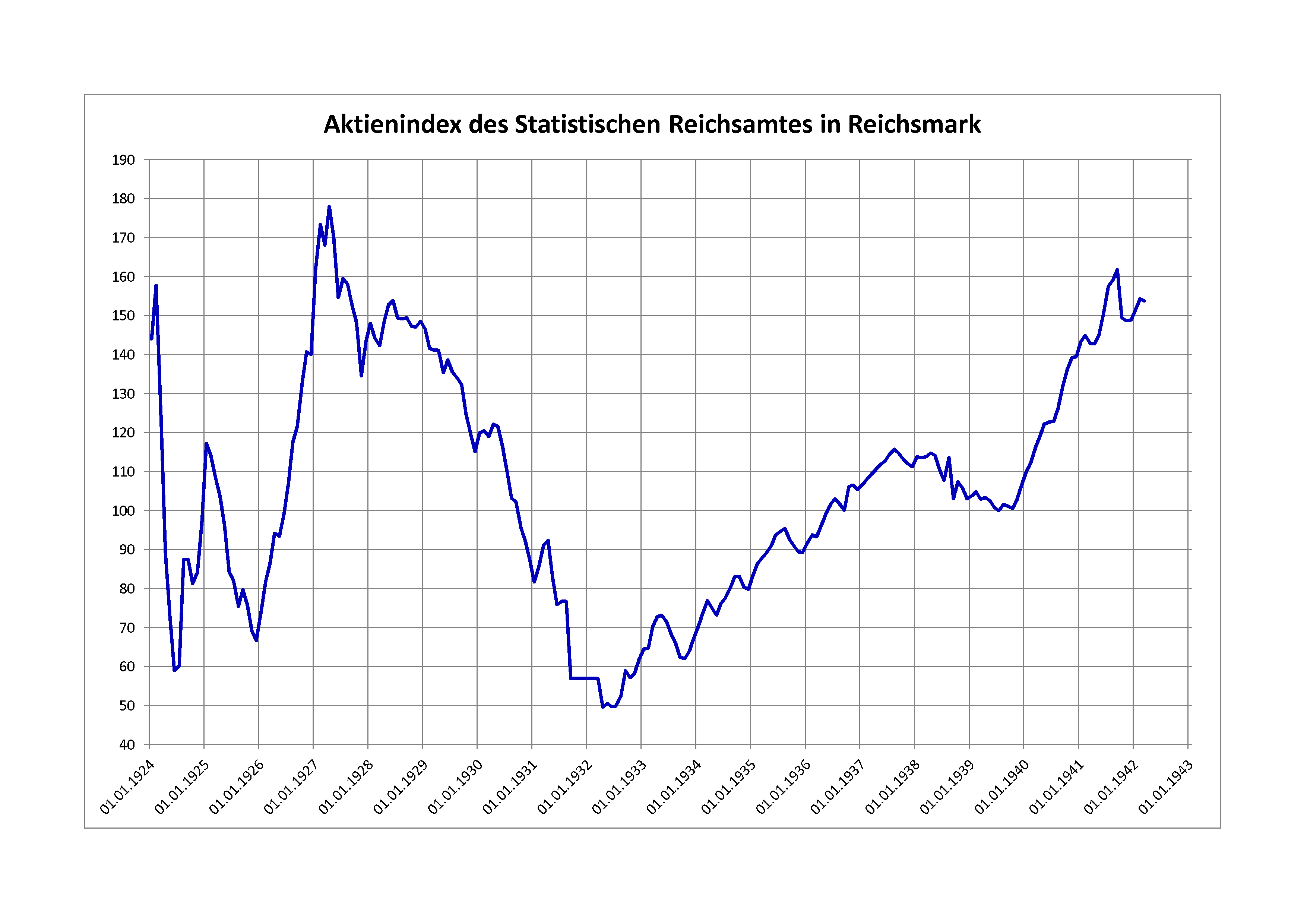
Aktienindex des Statistischen Reichsamtes in Reichsmark 1924–1942

Für den Aktienindex wurde infolge geschlossener Börse im Juli 1931 der Durchschnitt vom 1. bis 11. des Monats, im September 1931 vom 3. bis 18. des Monats und im April 1932 vom 12. bis 30. des Monats berechnet.
| Monat     | 1924   | 1925   | 1926   | 1927   | 1928   | 1929   | 1930   | 1931  | 1932  |
| --------- | ------ | ------ | ------ | ------ | ------ | ------ | ------ | ----- | ----- |
| Januar    | 144,02 | 117,32 | 74,16  | 161,81 | 151,55 | 146,59 | 119,99 | 81,75 | —     |
| Februar   | 157,80 | 114,10 | 81,80  | 173,50 | 147,68 | 141,68 | 120,58 | 85,55 | —     |
| März      | 124,59 | 108,68 | 86,59  | 168,10 | 145,99 | 141,14 | 119,03 | 91,08 | —     |
| April     | 89,23  | 103,49 | 94,29  | 178,02 | 148,43 | 141,15 | 122,18 | 92,43 | 49,64 |
| Mai       | 73,01  | 95,95  | 93,48  | 169,82 | 152,78 | 135,39 | 121,68 | 83,02 | 50,59 |
| Juni      | 59,00  | 84,45  | 99,00  | 154,71 | 153,85 | 138,65 | 116,44 | 75,90 | 49,70 |
| Juli      | 60,21  | 82,07  | 106,88 | 159,65 | 149,49 | 135,67 | 110,02 | 76,82 | 49,92 |
| August    | 87,48  | 75,57  | 117,54 | 158,06 | 149,15 | 134,21 | 103,29 | —     | 52,22 |
| September | 87,58  | 79,73  | 121,64 | 152,71 | 149,47 | 132,41 | 102,26 | 56,96 | 58,98 |
| Oktober   | 81,36  | 75,79  | 132,69 | 148,22 | 147,38 | 124,72 | 95,78  | —     | 57,17 |
| November  | 84,24  | 69,23  | 140,74 | 134,61 | 147,10 | 119,80 | 92,29  | —     | 58,22 |
| Dezember  | 97,20  | 66,77  | 140,04 | 143,27 | 148,66 | 115,17 | 87,30  | —     | 61,75 |

#### 1933 bis 1941 in Reichsmark
Der Aktienindex wurde letztmals im Statistischen Jahrbuch für das Deutsche Reich 1941/42 für den Berichtsmonat Juni 1941 veröffentlicht. Spätere Daten publizierte das Statistische Reichsamt in der Zeitschrift Wirtschaft und Statistik, die von 1921 bis 1944 in 24 Jahrgängen erschien.
| Monat     | 1933  | 1934  | 1935  | 1936   | 1937   | 1938   | 1939   | 1940   | 1941   | 1942   |
| --------- | ----- | ----- | ----- | ------ | ------ | ------ | ------ | ------ | ------ | ------ |
| Januar    | 64,57 | 70,17 | 83,49 | 91,78  | 106,59 | 113,84 | 103,85 | 110,05 | 143,34 | 151,57 |
| Februar   | 64,75 | 73,88 | 86,43 | 93,76  | 108,14 | 113,61 | 104,83 | 112,43 | 145,00 | 154,38 |
| März      | 70,30 | 76,98 | 87,82 | 93,31  | 109,34 | 113,85 | 102,94 | 116,18 | 142,85 | 153,76 |
| April     | 72,79 | 75,02 | 89,27 | 96,22  | 110,57 | 114,83 | 103,47 | 119,11 | 142,83 |        |
| Mai       | 73,26 | 73,27 | 91,03 | 99,25  | 111,80 | 114,16 | 102,59 | 122,30 | 145,18 |        |
| Juni      | 71,57 | 76,16 | 93,74 | 101,64 | 112,81 | 110,49 | 100,84 | 122,72 | 150,58 |        |
| Juli      | 68,46 | 77,74 | 94,66 | 103,07 | 114,56 | 107,86 | 100,02 | 122,88 | 157,62 |        |
| August    | 66,19 | 80,00 | 95,48 | 101,79 | 115,73 | 113,61 | 101,63 | 126,27 | 159,14 |        |
| September | 62,48 | 83,12 | 92,68 | 100,06 | 114,84 | 103,18 | 101,12 | 131,74 | 161,78 |        |
| Oktober   | 62,11 | 83,22 | 90,98 | 106,00 | 113,24 | 107,48 | 100,58 | 136,38 | 149,52 |        |
| November  | 63,98 | 80,37 | 89,51 | 106,58 | 112,04 | 105,95 | 102,98 | 139,15 | 148,73 |        |
| Dezember  | 67,36 | 79,80 | 89,32 | 105,40 | 111,30 | 103,07 | 106,61 | 139,56 | 148,91 |        |